# 龐托科拉 (密西西比州)
龐托科拉（英語：Pontocola）是位於美國密西西比州李縣的鬼鎮。

## 歷史
龐托科拉的郵局於1858年設立，其後於1904年停運。

## 地理
龐托科拉所處的海拔為高於海平面110米（即361英呎），而該地所採用的時區為UTC-6，即北美中部時區（CST）。同時該地設有夏令時間，為UTC-6調快一小時，即UTC-5（CDT）。